# جين ليون (ممثلة)
جين ليون (بالإنجليزية: Jenn Lyon) هي ممثلة أمريكية، ولدت في 29 أبريل 1985.

## الأعمال

### مسلسلات
| السنة | العنوان     | الدور |
| ----- | ----------- | ----- |
| 2025  | صفير الرغبة | كلوي  |

## روابط خارجية
- الموقع الرسمي
- جين ليون (ممثلة) على موقع IMDb (الإنجليزية)
- جين ليون (ممثلة) على موقع ألو سيني (الفرنسية)
- جين ليون (ممثلة) على موقع قاعدة بيانات برودواي على الإنترنت (الإنجليزية)
- جين ليون (ممثلة) على موقع قاعدة بيانات الفيلم (الإنجليزية)
- جين ليون (ممثلة) على موقع كينوبويسك (الروسية)